# 4e sessie van de Commissie voor het Werelderfgoed

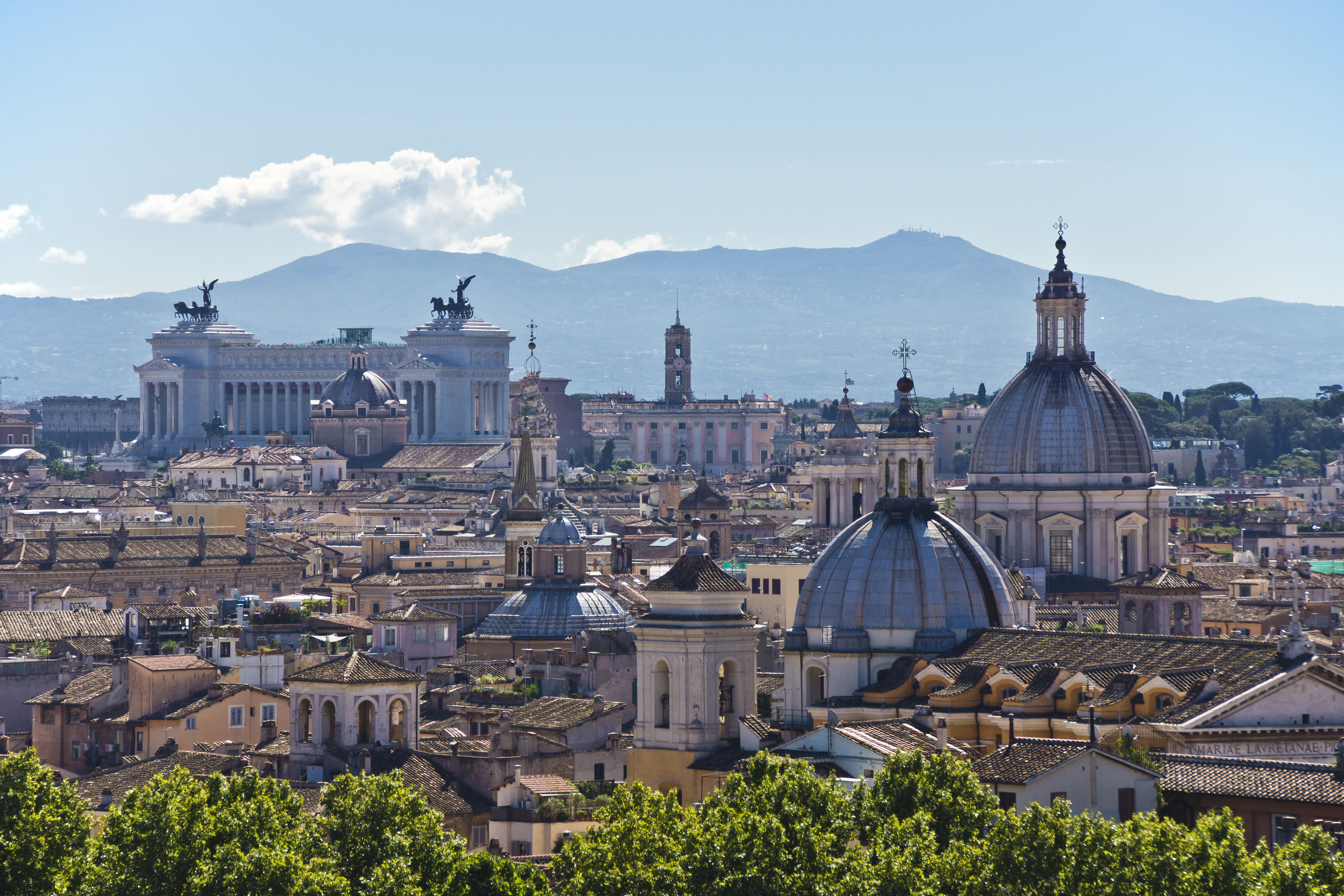
Rome

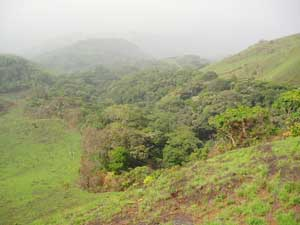
Nationaal park Garamba in DR Congo

De 4e sessie van de Commissie voor het Werelderfgoed van UNESCO vond van 1 september tot 5 september 1980 plaats in Parijs in Frankrijk. Er werden 28 nieuwe locaties aan de werelderfgoedlijst toegevoegd, 23 culturele sites en 5 natuursites. Het totale aantal inschrijvingen komt hiermee op 85 (65 sites cultureel erfgoed, 18 natuursites en 2 gemengde erfgoedsites).

## Wijzigingen in 1980
In 1980 zijn de volgende locaties toegevoegd:

### Cultureel erfgoed
- Algerije: Al Qal'a van Beni Hammad
- Brazilië: Historisch centrum van Ouro Preto
- Canada: Burgess Shale site (in 1984 opgenomen als onderdeel van de grotere site Parken in de Canadese Rocky Mountains, uitgebreid in 1990)
- Cyprus: Paphos
- Ethiopië: Aksum
- Ethiopië: Dal van de benedenloop van de Awash
- Ethiopië: Dal van de benedenloop van de Omo
- Ethiopië: Tiya
- Ghana: Traditionele Ashanti-gebouwen
- Honduras: Mayastad Copán
- Italië: Kerk en Dominicanerklooster van Santa Maria delle Grazie met "Het laatste avondmaal" van Leonardo da Vinci
- Italië / Vaticaanstad: Historisch centrum van Rome, de bezittingen van de Heilige Stoel in die stad met speciale territoriale rechten en Sint-Paulus buiten de Muren (uitgebreid in 1990)
- Malta: Hal Saflieni Hypogeum
- Malta: Stad Valletta
- Malta: Megalithische tempels van Malta (uitgebreid in 1992)
- Noorwegen: Mijnstad Røros en de omgeving (uitgebreid in 2010)
- Pakistan: Archeologische ruïnes van Moenjodaro
- Pakistan: Taxila
- Pakistan: Boeddhistische ruïnes van Takht-i-Bahi en aangrenzende stadsresten van Sahr-i-Bahlol
- Panama: Vestingwerken aan de Caraïbische zijde van Panama: Portobelo San Lorenzo
- Polen: Historisch centrum van Warschau
- Syrië: Oude stad Bosra
- Syrië: Ruïnes van Palmyra

### Natuurerfgoed
- Congo: Nationaal park Garamba
- Congo: Nationaal park Kahuzi-Biéga
- Montenegro: Nationaal park Durmitor (uitgebreid in 2005)
- Tunesië: Nationaal park Ichkeul
- Verenigde Staten van Amerika: Nationaal park Redwood

### Uitbreiding
In 1980 werd de erkenning van de volgende site uitgebreid:
- Macedonië: Natuurlijk en cultureel erfgoed van de regio Ohrid (gemengd)

1977 · 
1978 · 
1979 · 
1980 · 
1981 · 
1982 · 
1983 · 
1984 · 
1985 · 
1986 · 
1987 · 
1988 · 
1989 · 
1990 · 
1991 · 
1992 · 
1993 · 
1994 · 
1995 · 
1996 · 
1997 · 
1998 · 
1999 · 
2000 · 
2001 · 
2002 · 
2003 · 
2004 · 
2005 · 
2006 · 
2007 · 
2008 · 
2009 · 
2010 · 
2011 · 
2012 · 
2013 · 
2014 · 
2015 · 
2016 · 
2017 · 
2018 · 
2019 · 
2020-2021 ·
2022-2023 ·
2024 ·
2025